# Список награждённых орденом «Независимость» Азербайджана
Орден «Независимость» (Орден «Истиглал») (азерб. "İstiqlal" ordeni) — высший орден Азербайджана, наряду с орденом «Гейдара Алиева». Утверждён президентом Азербайджанской Республики Гейдаром Алиевым 6 декабря 1993 года законом под номером № 754.
| №  | Персона                                           | Род деятельности                                                                                       | Обоснование присвоения | Дата присвоения | Источник |
| -- | ------------------------------------------------- | --- | --- | --------------- | -------- |
| 1  | Халилов Халил Рза оглы (1932-1994)                | Поэт                                                                                                   | За выдающиеся заслуги в борьбе за национальную свободу азербайджанского народа (посмертно) | 15.04.1995      | [ 1 ]    |
| 2  | Ибрагимов Мамед Инфил оглы (1933-2004)            | Поэт                                                                                                   | За выдающиеся заслуги в борьбе за национальную свободу азербайджанского народа | 15.04.1995      | [ 2 ]    |
| 3  | Вагабзаде Бахтияр Махмуд оглы (1925-2009)         | Поэт                                                                                                   | За выдающиеся заслуги в борьбе за национальную свободу азербайджанского народа | 15.04.1995      | [ 3 ]    |
| 4  | Дильбази Мирвари Паша кызы (1912-2001)            | Поэтесса                                                                                               | За большие заслуги в развитии азербайджанской литературы | 18.08.1997      | [ 4 ]    |
| 5  | Кулиев Тофик Алекпер оглы (1917-2000)             | Музыкант                                                                                               | За большие заслуги в развитии азербайджанской национальной культуры | 07.11.1997      | [ 5 ]    |
| 6  | Абдуллаев Микаил Гусейн оглы (1921-2002)          | Художник                                                                                               | За большие заслуги в развитии азербайджанской живописи | 18.12.1997      | [ 6 ]    |
| 7  | Эльдаров Омар Гасан оглы (р. 1927)                | Скульптор                                                                                              | За большие заслуги в развитии азербайджанской скульптуры | 20.12.1997      | [ 7 ]    |
| 8  | Рзаев Анар Расул оглы (р. 1938)                   | Писатель                                                                                               | За большие заслуги в развитии азербайджанской литературы | 13.03.1998      | [ 8 ]    |
| 9  | Иманов Лютфияр Муслим оглы (1928-2008)            | Музыкант                                                                                               | За большие заслуги в развитии азербайджанской музыкальной культуры | 16.04.1998      | [ 9 ]    |
| 10 | Гусейнов Иса Мустафа оглы (1928-2014)             | Писатель                                                                                               | За большие заслуги в развитии азербайджанской литературы | 11.06.1998      | [ 10 ]   |
| 11 | Алиев Джалал Алирза оглы (1928-2016)              | Учёный                                                                                                 | За большие заслуги в развитии азербайджанской науки | 29.06.1998      | [ 11 ]   |
| 12 | Меликов Ариф Джахангир оглы (1933-2019)           | Музыкант                                                                                               | За большие заслуги в развитии азербайджанской музыкальной культуры | 12.09.1998      | [ 12 ]   |
| 13 | Алескеров Муртуз Наджаф оглы (1928-2012)          | Спикер парламента                                                                                      | За большие заслуги в развитии азербайджанского правоведения и образования | 19.09.1998      | [ 13 ]   |
| 14 | Мирзаджанзаде Азад Халил оглы (1928-2006)         | Учёный                                                                                                 | За большие заслуги в развитии азербайджанской науки | 29.09.1998      | [ 14 ]   |
| 15 | Салахов Таир Теймур оглы (1928-2021)              | Художник                                                                                               | За большие заслуги в развитии азербайджанской культуры | 28.11.1998      | [ 15 ]   |
| 16 | Буниятов Зия Муса оглы (1921-1997)                | Учёный                                                                                                 | За большие заслуги в развитии азербайджанской науки (посмертно) | 18.12.1998      | [ 16 ]   |
| 17 | Бадирбейли Лейла Агалар кызы (1920-1999)          | Актриса                                                                                                | За большие заслуги в развитии азербайджанского театрального и киноискусства | 07.01.1999      | [ 17 ]   |
| 18 | Демирель Сулейман (1924-2015)                     | Президент Турецкой Республики                                                                          | За большие заслуги в создании и развитии дружеских и братских отношений между Турцией и Азербайджаном, постоянную поддержку Азербайджанской государственности, ценную работу и конструктивную неизменную позицию в решении Нагорно-Карабахского конфликта между Арменией и Азербайджаном, исключительные заслуги в создании и развитии союза тюркоязычных государств | 12.06.1999      | [ 18 ]   |
| 19 | Кучма Леонид Данилович (р. 1938)                  | Президент Украины                                                                                      | За большие заслуги в развитии дружбы и сотрудничества между Украиной и Азербайджаном, ценную работу в расширении стратегического партнёрства стран | 06.08.1999      | [ 19 ]   |
| 20 | Пашазаде Аллахшукюр Гуммет оглы (р. 1949)         | Шейх-уль-ислам                                                                                         | За личные заслуги в защите Азербайджанского государства и народа | 26.08.1999      | [ 20 ]   |
| 21 | Дильбази Амина Паша кызы (1919-2010)              | Танцовщица                                                                                             | За большие заслуги в развитии азербайджанской национальной хореографии | 25.12.1999      | [ 21 ]   |
| 22 | Алиев Камиль Мусеиб оглы (1921-2005)              | Художник                                                                                               | За большие заслуги в развитии азербайджанского искусства | 27.12.1999      | [ 22 ]   |
| 23 | Юсифзаде Хошбахт Баги оглы (р. 1930)              | Нефтяник                                                                                               | За большие заслуги в развитии азербайджанской нефтяной и газовой промышленности | 13.01.2000      | [ 23 ]   |
| 24 | Ширье Вера Карловна (1915-2003)                   | Актриса                                                                                                | За большие заслуги в развитии азербайджанского театрального искусства | 30.01.2000      | [ 24 ]   |
| 25 | Шевардназе Эдуард Амвросиевич (1928-2014)         | Президент Грузии                                                                                       | За большие заслуги в развитии дружбы и сотрудничества между Грузией и Азербайджаном, ценную работу в расширении стратегического партнёрства стран | 01.03.2000      | [ 25 ]   |
| 26 | Максудов Фарамаз Газанфар оглы (1930-2000)        | Учёный                                                                                                 | За большие заслуги в развитии азербайджанской науки | 19.03.2000      | [ 26 ]   |
| 27 | Дограмаджи Ихсан Алипаша оглы (1915-2010)         | Врач, Турецкая Республика                                                                              | За большие заслуги в развитии научно-культурных связей между Турцией и Азербайджаном | 22.04.2000      | [ 27 ]   |
| 28 | Нариманбеков Тогрул Фарман оглы (1930-2013)       | Художник                                                                                               | За большие заслуги в развитии азербайджанской культуры | 05.08.2000      | [ 28 ]   |
| 29 | Ростропович Мстислав Леопольдович (1927-2007)     | Музыкант, Российская Федерация                                                                         | За выдающиеся заслуги в укреплении международных культурных связей Азербайджана и развитии азербайджанской музыки | 03.03.2002      | [ 29 ]   |
| 30 | Магомаев Муслим Магомед оглы (1942-2008)          | Музыкант                                                                                               | За большие заслуги в развитии азербайджанской культуры | 17.08.2002      | [ 30 ]   |
| 31 | Гусейнзаде Лятиф Талыб оглы (1903-2008)           | Педагог                                                                                                | За большие заслуги в педагогической деятельности Азербайджана | 19.10.2002      | [ 31 ]   |
| 32 | Наибов Акрам Наджаф оглы (р. 1937)                | Писатель                                                                                               | За большие заслуги в развитии азербайджанской литературы | 04.12.2002      | [ 32 ]   |
| 33 | Эфендиев Эльчин Ильяс оглы (р. 1943)              | Писатель                                                                                               | За большие заслуги в развитии азербайджанской литературы | 29.05.2003      | [ 33 ]   |
| 34 | Мехтиев Агиль Сафтар оглы (1920-2011)             | Врач                                                                                                   | За большие заслуги в развитии здравоохранения Азербайджана | 30.06.2003      | [ 34 ]   |
| 35 | Илиеску Ион (р. 1930)                             | Президент Румынии                                                                                      | За большие заслуги в расширении политических связей между Румынией и Азербайджаном, развитии всестороннего сотрудничества, укреплении дружественных отношений между народами двух стран. | 06.10.2004      | [ 35 ]   |
| 36 | Бабаев Наби Алекпер оглы (1924-2007)              | Писатель                                                                                               | За большие заслуги в развитии азербайджанской литературы | 10.12.2004      | [ 36 ]   |
| 37 | Бюльбюль-оглы Полад (р. 1945)                     | Музыкант                                                                                               | За большие заслуги в развитии азербайджанской культуры | 02.02.2005      | [ 37 ]   |
| 38 | Расизаде Артур Таир оглы (р. 1935)                | Премьер-министр Азербайджана                                                                           | За большие заслуги в экономическом развитии Азербайджана | 23.02.2005      | [ 38 ]   |
| 39 | Аль Сауд Фахд ибн Абдул-Азиз (1921-2005)          | Король Саудовской Аравии                                                                               | За большие заслуги во всестороннем экономическом и культурном сотрудничестве между Саудовской Аравией и Азербайджаном, укреплении дружбы между народами двух стран | 07.03.2005      | [ 39 ]   |
| 40 | Аль Сауд Абдалла ибн Абдул-Азиз (1924-2015)       | Король Саудовской Аравии                                                                               | За большие заслуги во всестороннем экономическом и культурном сотрудничестве между Саудовской Аравией и Азербайджаном, укреплении дружбы между народами двух стран | 07.03.2005      | [ 40 ]   |
| 41 | Ибрагимбеков Максуд Мамедибрагим оглы (1935-2016) | Писатель                                                                                               | За большие заслуги в развитии азербайджанской культуры | 10.05.2005      | [ 41 ]   |
| 42 | Адыгёзалов Васиф Зульфугар оглы (1935-2006)       | Музыкант                                                                                               | За большие заслуги в развитии азербайджанской музыкальной культуры | 27.07.2005      | [ 42 ]   |
| 43 | Велиев Джафар Джебраил оглы (1930-2012)           | Судья                                                                                                  | За плодотворную работу в судебных органах Азербайджана и заслуги в развитии правовой науки | 11.11.2005      | [ 43 ]   |
| 44 | Гулиев Джамиль Багатур оглы (1927-2010)           | Учёный                                                                                                 | За заслуги в развитии азербайджанской науки | 14.12.2005      | [ 44 ]   |
| 45 | Гулиев Нариман Агагулу оглы (1926-2014)           | Учёный                                                                                                 | За заслуги в развитии азербайджанской науки | 14.12.2005      | [ 44 ]   |
| 46 | Набиев Бекир Ахмед оглы (1930-2012)               | Учёный                                                                                                 | За заслуги в развитии азербайджанской науки | 14.12.2005      | [ 44 ]   |
| 47 | Шахмахтинский Тогрул Неймат оглы (1925-2010)      | Учёный                                                                                                 | За заслуги в развитии азербайджанской науки | 14.12.2005      | [ 44 ]   |
| 48 | Байбаков Николай Константинович (1911-2008)       | Нефтяник, Российская Федерация                                                                         | За большие заслуги в развитии дружественных отношений между Российской Федерацией и Азербайджанской Республикой | 03.03.2006      | [ 45 ]   |
| 49 | Аббасов Аббас Айдын оглы (р. 1949)                | Политик                                                                                                | За большие заслуги в развитии экономики Азербайджана | 19.05.2006      | [ 46 ]   |
| 50 | Имамвердиев Габиль Аллахверди оглы (1926-2007)    | Поэт                                                                                                   | За большие заслуги в развитии азербайджанской литературы | 11.08.2006      | [ 47 ]   |
| 51 | Ханларова Зейнаб Яхья кызы (р. 1936)              | Музыкант                                                                                               | За большие заслуги в развитии азербайджанской музыкальной культуры | 26.12.2006      | [ 48 ]   |
| 52 | Джавадзаде Мирмамед Джавад оглы (1927-2008)       | Врач                                                                                                   | За большие заслуги в развитии азербайджанской медицины | 18.05.2007      | [ 49 ]   |
| 53 | Алиев Габиль Мустафа оглы (1927-2015)             | Музыкант                                                                                               | За большие заслуги в развитии азербайджанской музыкальной культуры | 18.05.2007      | [ 50 ]   |
| 54 | Бабаев Ариф Имран оглы (р. 1938)                  | Музыкант                                                                                               | За большие заслуги в развитии азербайджанского искусства мугама | 15.02.2008      | [ 51 ]   |
| 55 | Мехтиев Рамиз Энвер оглы (р. 1938)                | Руководитель Администрации Президента Азербайджанской Республики                                       | За плодотворную работу на государственной службе Азербайджанской Республики и личные заслуги в государственном строительстве | 17.04.2008      | [ 52 ]   |
| 56 | Гасымзаде Фуад Фейзулла оглы (1929-2010)          | Педагог                                                                                                | За большие заслуги в развитии азербайджанской науки и образования | 30.10.2009      | [ 53 ]   |
| 57 | Мамедов Алибаба Балахмед оглы (р. 1929)           | Педагог                                                                                                | За большие заслуги в развитии и пропаганде азербайджанской культуры мугама | 03.02.2010      | [ 54 ]   |
| 58 | Пашаев Ариф Мирджалал оглы (р. 1934)              | Учёный                                                                                                 | За плодотворную научную деятельность и личные заслуги в развитии азербайджанского образования | 14.02.2014      | [ 55 ]   |
| 59 | Ализаде Акиф Агамехти оглы (р. 1934)              | Учёный                                                                                                 | За плодотворную деятельность в развитии и организации науки и личные заслуги в подготовке высоко специализированных кадров в Азербайджанской Республике | 25.02.2014      | [ 56 ]   |
| 60 | Векилов Вагиф Самед оглы (1939-2015)              | Поэт                                                                                                   | За личные заслуги в развитии азербайджанской литературы | 02.06.2014      | [ 57 ]   |
| 61 | Алиев Расим Гасан оглы (р. 1934)                  | Архитектор                                                                                             | За большие заслуги в развитии азербайджанской культуры | 16.07.2014      | [ 58 ]   |
| 62 | Касимова Фидан Экрем кызы (р. 1947)               | Музыкант                                                                                               | За большие заслуги в развитии азербайджанской культуры | 16.06.2017      | [ 59 ]   |
| 63 | Абдуллаев Рауф Джанбахиш оглы (р. 1937)           | Музыкант                                                                                               | За большие заслуги в развитии и пропаганде азербайджанской культуры | 28.10.2017      | [ 60 ]   |
| 64 | Бадалбейли Фархад Шамси оглы (р. 1947)            | Музыкант                                                                                               | За особые заслуги в развитии азербайджанской музыкальной культуры | 26.12.2017      | [ 61 ]   |
| 65 | Гейдаров Фаттах Самед оглы (р. 1938)              | Депутат Милли меджлиса                                                                                 | За многолетнюю плодотворную деятельность в общественно-политической жизни Азербайджанской Республики | 22.02.2018      | [ 62 ]   |
| 66 | Годжаев Фикрет Гёйюш оглы (р. 1935)               | Писатель                                                                                               | За особые заслуги в развитии азербайджанской культуры | 24.08.2020      | [ 63 ]   |
| 67 | Гулиев Эльдар Тофик оглы (1935-2021)              | Кинорежиссёр                                                                                           | За особые заслуги в развитии азербайджанской культуры | 23.01.2021      | [ 64 ]   |
| 68 | Гасынзаде Нариман Алимамед оглы (р. 1931)         | Поэт                                                                                                   | За особые заслуги в развитии азербайджанской культуры и многолетнюю плодотворную деятельность | 17.02.2021      | [ 65 ]   |
| 69 | Касимова Хураман Экрем кызы (р. 1951)             | Музыкант                                                                                               | За особые заслуги в развитии культуры Азербайджана и многолетнюю плодотворную деятельность | 05.06.2021      | [ 66 ]   |
| 70 | Саттарова Фатьма Гусейн кызы (р. 1922)            | Председатель Организации ветеранов войны, труда и Вооружённых сил; ветеран Великой Отечественной войны | За многолетнюю плодотворную деятельность в общественной жизни Азербайджанской Республики | 24.01.2022      | [ 67 ]   |
| 71 | Миргасымов Огтай Мирасадулла оглы (р. 1943)       | Кинорежиссёр                                                                                           | За большие заслуги в развитии азербайджанской культуры | 12.06.2023      | [ 68 ]   |
| 72 | Балаев Расим Ахмед оглы (р. 1948)                 | Актёр                                                                                                  | За большие заслуги в развитии азербайджанской культуры | 07.08.2023      | [ 69 ]   |
| 73 | Мамедова Шафига Гашим кызы (р. 1945)              | Актриса                                                                                                | За большие заслуги в развитии азербайджанской культуры | 25.03.2025      | [ 70 ]   |